# Спиридон Киветос
Спиридон (на гръцки: Σπυρίδων) е гръцки духовник.

## Биография
Роден е в 1919 година в Махерадо на Закинтос със светско име Киветос (Κυβετός). Завършва Богословския факултет на Атинския университет в 1956 година. В 1944 година е ръкоположен за дякон, а в 1956 година - за презвитер. Служи като проповедник в Месенската митрополия от 1958 до 1974 година и като преподавател в църковното училище в Каламата от 1965 до 1971 година. На 27 май 1974 година и ръкоположен епископ на Неврокоп и Зъхна. Подава оставка по здравословни причини на 1 май 2003 година. Умира на 31 юли 2003 година.